# Marc Chardonnens
Marc Henri Bruno Chardonnens, né en 1960 à Fribourg et mort le 6 avril 2020, est un haut fonctionnaire suisse.

## Biographie
Marc Chardonnens, de son nom complet Marc Henri Bruno Chardonnens, naît en 1960 à Fribourg. Son père est chimiste.
Il suit sa scolarité à Monthey, dans le canton du Valais.
Il suit des études de sciences agronomiques à l'École polytechnique fédérale de Zurich, où il obtient un diplôme d'ingénieur agronome en 1987. Il complète en 1995 cette formation par une maîtrise en administration publique à l'Université de Lausanne.

## Parcours professionnel
Il travaille entre 1987 et 2004 à l'Office fédéral de la protection de l'environnement, puis à l'Office fédéral de l'environnement, des forêts et du paysage, tout d'abord en tant que collaborateur scientifique, puis en tant que chef de secteur dans le domaine de la gestion des déchets,. 
En 2004, il est nommé chef du service de l'environnement du canton de Fribourg ; dans cette fonction, il préside de 2011 à 2015 la conférence des chefs des services de la protection de l'environnement. Le 27 janvier 2016, le Conseil fédéral le nomme directeur de l'Office fédéral de l'environnement (OFEV), à la suite du départ de Bruno Oberle. Il entre en fonction le 11 avril 2016 et participe à ce titre à la Conférence de l'ONU sur le climat en 2017.
Le 7 novembre 2019, le Conseil fédéral annonce sa démission pour fin janvier 2020. Pour des raisons de santé, Marc Chardonnens n’est plus en mesure d’assumer pleinement ses fonctions à la tête de l’OFEV et se voit contraint de réduire ses activités. La directrice suppléante Christine Hofmann dirige l'office ad interim. Il quitte ses fonctions pour raisons de santé fin janvier 2020.
Il décède le 6 avril 2020,.

## Publication
- (de) Jacques G. Fuchs, Markus Bieri, Marc Chardonnens (éd.) : Auswirkungen von Komposten und Gärgut auf die Umwelt, die Bodenfruchtbarkeit sowie die Pflanzengesundheit. Zusammenfassende Übersicht der aktuellen Literatur. Forschungsinstitut für biologischen Landbau, FiBL-Report, Frick, Suisse,  (ISBN 3-906081-52-4).